# Andreas Herkendell
Andreas Herkendell (* 13. Oktober 1961 als Andreas Walter Fritz Herkendell in Oldenburg (Oldb)) ist ein deutscher Journalist, Autor und Hörfunk-Redakteur und -Moderator.

## Leben
Andreas Herkendell wuchs in Hannover auf. Nach dem Abitur studierte er Italianistik und Geschichte.

## Wissenschaftliche Arbeiten
Herkendell schreibt seit den 1990er Jahren Artikel und Beiträge über populäre Musik in Deutschland. Seine Arbeiten über Deutsche Schlager in Verbindung mit der Italiensehnsucht des 20. Jahrhunderts gehörten eine Zeitlang zu den wenigen monografischen Untersuchungen über Italienschlager.  Er setzte sich auch wissenschaftlich mit dem Schlager in der DDR auseinander und stellte damit nach der deutschen Wiedervereinigung eine Ausnahme im akademischen Diskurs dar. Weitere Schwerpunkte legte er auf Volkstümliche Musik oder auf die Schallplattenhülle als historisches Dokument.
1997 war er Leihgeber und Referent über Italienschlager zur Sonderausstellung des Badischen Landesmuseum Karlsruhe Wenn bei Capri die rote Sonne – Die Italiensehnsucht der Deutschen im 20. Jahrhundert. Für den Ausstellungskatalog Melodien für Millionen – Das Jahrhundert des Schlagers im Haus der Geschichte der Bundesrepublik Deutschland schrieb er 2008 einen Beitrag zum Thema Fernweh im deutschen Schlager. 2017 erschien seine Arbeit über das deutsche Schallplatten-Label Italia.
Als Autor von CD-Begleittexten trat er bei der Kompilation Ich hab' Musik im Blut von Bärbel Wachholz in Erscheinung.

## Hörfunk
Ab 1996 moderierte Herkendell regelmäßig bei WDR4 die Rundfunksendung Auf den Flügeln bunter Träume (im Wechsel mit Götz Alsmann und Hans-Holger Knocke). Zu dieser Sendung stellte er eine CD zusammen, die 2001 von Bear Family Records veröffentlicht wurde.
Für WDR4 konzipierte Herkendell die Oldie-Sendung Schallplattenbar und moderierte sie ab 2003, zunächst allein, später im Wechsel mit Angelika Nehm und Horst Senker. Zusammen mit der Moderatorin Angelika Nehm führte er durch Live-Sendungen, zu denen er auch Künstler einlud, die, wie Julia Axen oder Volkmar Böhm, vor allem in der DDR erfolgreich waren. Zur Sendung stellte Herkendell zwei CDs mit deutschen Schlagern der 1950er bis 1970er Jahre unter dem Titel Stars & Hits aus Italien zusammen und verfasste die Texte für die Beihefte.
Ab 2002 wirkte er, zusammen mit Reinhard Kröhnert, als Ideengeber und Redakteur an der Hörfunksendung im ARD-Nachtprogramm Rhythmus der Nacht mit.

## Sonstiges
Ab den 2000er Jahren wurde Herkendell als Interviewgast in verschiedenen Fernsehsendungen eingeladen. In der Fernsehsendung GeschichtsNacht – Schlager lügen nicht hob Herkendell die gesellschaftliche Funktion des Schlagers als Seelentröster hervor.
Außerdem schreibt er Kurzgeschichten und ist Mitglied des Autorenforum Köln e. V.

## Monografien
- Ein himmelblauer Trabant. Studien zum DDR-Schlager. Universitätsbibliothek, Gießen 2008, urn:nbn:de:hebis:26-opus-52539 (uni-giessen.de).